# مقاطعة نواكوت
مقاطعة نواكوت هي إحدى مقاطعات النيبال. يبلغ عدد سكانها 277,471 نسمة وذلك حسب إحصائيات سنة 2011. تبلغ مساحتها 1,121 كم².